# Teatrul popular românesc
Teatrul popular românesc este ansamblul producțiilor de teatru popular din spațiul cultural românesc. 

## Lectură
- Oprișan, Horia Barbu (1984), Brîncovenii: Teatru popular, București: Editura Minerva